# Turmogos
Los turmogos (en latín: Turmogi), turmódigos (en latín: Turmodigi), tormogus (en latín: Tormogus), curgonios (en latín: Curgoni) o murbogos (en griego: Μούρβογοι) fueron un pueblo prerromano habitante de la península ibérica.

## Referencias históricas

Pueblos prerromanos de la península ibérica.

Idiomas en la península ibérica en el 300 a. C..

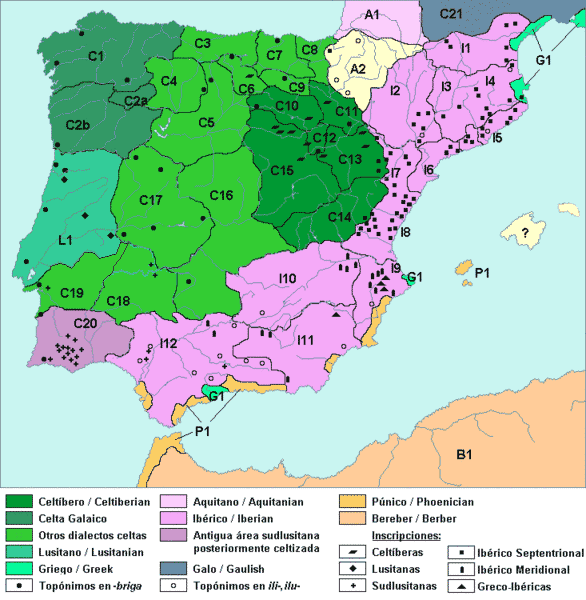
Familias lingüísticas de la península ibérica antes de la romanización
C1: Galaicos / C2b: Brácaros / C3: Cántabros / C4: Astures / C5: Vacceos / C6: Turmogos / C7: Autrigones-Caristios / C8: Várdulos / C9: Berones / C10: Pelendones / C11: Belos / C12: Lusones / C13: Titos / C14: Olcades / C15: Arévacos / C16: Carpetanos / C17: Vetones / C18-C19: Célticos / C20: Conios / L1: Lusitanos / I1: Ceretanos / I2: Ilergetes / I3: Lacetanos / I4: Indigetes / I5: Layetanos / I6: Ilercavones / I7: Sedetanos / I8: Edetanos / I9: Contestanos / I10: Oretanos / I11: Bastetanos / I12: Turdetanos / G21: Galos / G1: Griegos / P1: Fenicios/Cartagineses / B1: Bereberes.